# Verisure
Verisure A/S er en virksomhed i alarmbranchen som leverer alarmløsninger på abonnement. Virksomheden tilbyder forskellige løsninger til lejligheder, rækkehuse, villaer, garager, skure m.m. samt erhverv. Brugerstyringen af Verisures systemer er app-baseret. I 2020 blev alarm-appen udvidet med funktionen Guardian, som fungerer som SOS-alarm. Med SOS-tjenesten kan brugeren tilkalde hjælp fra Verisures vagtcentral, uanset hvor vedkommende befinder sig.
Verisure A/S er en del af Verisure Group, som hører under det svenskejede Securitas Direct, der oprindelig blev grundlagt i 1988 og også omfatter vagtservice. Securitas Directs afdeling for privatalarmer skiftede i 2009 navn til Verisure. Verisure opererer i dag i 16 lande: Danmark, Sverige, Norge, Finland, Tyskland, Belgien, Holland, Frankrig, Spanien, Portugal, Italien, Brasilien, Chile, Peru, Argentina og Storbritannien med mere end 21.000 ansatte på verdensplan.
Bain Capital og Hellman & Friedman købte i 2011 Securitas Direct og Verisure. I 2015 købte Hellman & Friedman Bain Capitals andele af Securitas Direct og Verisure. I 2016 indgik Falck og Verisure et samarbejde, hvoraf Falck Alarm by Verisure A/S opstod. Falck Alarm by Verisure sælger og rådgiver om alarmer, mens Verisure udbyder alarmsystemet samt den efterfølgende service, vedligeholdelse og administration af alarmaftalerne.
I 2020 indgik Verisure Group et strategisk partnerskab med Arlo Technologies, Inc., der er markedsførende i Europa inden for intelligent videoovervågning. Som en del af partnerskabet købte Verisure rettighederne til den kommercielle drift af Arlo i Europa. Det omfatter, at Verisure således ejer rettighederne til salg, markedsføring og distribution af Arlos produkter og services, Arlo brandet og Arlos eksisterende kundeportefølje i Europa.
Som en anden del af partnerskabet blev Arlo Verisures nøgleleverandør af intelligente sikkerhedskameraer. Verisures har en garanteret minimumsforpligtelse på 500 mio. dollars kumulativ i løbet af 5 år.
Verisure har også købt tilknyttede cloud-services fra Arlo, herunder kunstig intelligens, computer vision og andre avancerede teknologier.
Alle backend services, som for eksempel cloud optagelser, håndteres fortsat af Arlo Technologies.
Den 1/10 2020 begyndte Verisure i Danmark at sælge og markedsføre Arlo kameraer på det danske marked som en del af deres alarmsystemer til private boliger.
I 2021 vandt Verisure og Arlo to Red Dot Design Awards. Verisure vandt den anerkendte designpris for sit innovative alarmsystem, der bl.a. består af en centralenhed, en portal, et betjeningspanel og vibrationsdetektorer. Produkter, som alle er koblet til Verisures døgnovervågede kontrolcentral.
Derudover modtog Arlos Essential-kamera en Red Dot Design Award for sit minimalistiske og stilrene design. Kameraet blev en del af Verisures sortiment, efter at alarmselskabet i 2020 indgik i partnerskabet med Arlo.

## Historik
- 2021 – Verisure og Arlo vinder to Red Dot Design Awards[6]
- 2020 – Verisure udvider Verisure App med Guardian SOS-funktionen[3]
- 2020 – Verisure indgår strategisk partnerskab med Arlo Europe
- 2016 – Verisure A/S køber Falck Alarm og stifter Falck Alarm by Veriure A/S[4]
- 2012 – Lancering af Verisure App til Android
- 2011 – Lancering af Verisure App til iPhone
- 2010 – Lancering af Verisure-systemet
- 2006 – Securitas Direct bliver en selvstændig virksomhed
- 2005 – Lancering af fotodetektorer
- 2002 – Lancering af trådløs boligalarm
- 1988 – Securitas Direct grundlægges i 1988 som en del af virksomheden Securitas i Sverige.